# Episodi di Distretto di Polizia (terza stagione)
La terza stagione della serie televisiva italiana Distretto di Polizia, formata da 26 episodi, è andata in onda in prima serata su Canale 5, dal 17 settembre al 3 dicembre 2002.
| nº | Titolo                      | Prima TV Italia   |
| -- | --------------------------- | ----------------- |
| 1  | Minuti contati              | 17 settembre 2002 |
| 2  | Morte in diretta            | 17 settembre 2002 |
| 3  | Chi ha ucciso Angela?       | 24 settembre 2002 |
| 4  | Giochi pericolosi           | 24 settembre 2002 |
| 5  | L'incidente                 | 1º ottobre 2002   |
| 6  | Sequestro lampo             | 1º ottobre 2002   |
| 7  | Pirati della strada         | 8 ottobre 2002    |
| 8  | Il coraggio di parlare      | 8 ottobre 2002    |
| 9  | A me gli occhi              | 15 ottobre 2002   |
| 10 | Delitto imperfetto          | 15 ottobre 2002   |
| 11 | Di padre in figlio          | 22 ottobre 2002   |
| 12 | Legami mortali              | 22 ottobre 2002   |
| 13 | Insolito addio              | 29 ottobre 2002   |
| 14 | Pericolo di morte           | 29 ottobre 2002   |
| 15 | Colpiti al cuore            | 30 ottobre 2002   |
| 16 | Quattro bravi ragazzi       | 30 ottobre 2002   |
| 17 | Doppio inganno              | 5 novembre 2002   |
| 18 | Gli occhi del testimone     | 5 novembre 2002   |
| 19 | La morte di Angela          | 12 novembre 2002  |
| 20 | L'ostaggio                  | 12 novembre 2002  |
| 21 | Narcotraffico (1 e 2 parte) | 19 novembre 2002  |
| 22 | Narcotraffico (1 e 2 parte) | 19 novembre 2002  |
| 23 | Ricatto sul set             | 26 novembre 2002  |
| 24 | Omicidio bianco             | 26 novembre 2002  |
| 25 | Sogni d'oro                 | 3 dicembre 2002   |
| 26 | Fino all'ultimo respiro     | 3 dicembre 2002   |

## Minuti contati
- Diretto da: Monica Vullo
- Scritto da: Paolo Marchesini

### Trama
È un giorno speciale al X tuscolano: si attende l'arrivo del nuovo commissario. Inoltre l'ispettore capo Roberto Ardenzi ha vinto il concorso come commissario a Bari e sta per lasciare il distretto. Il più triste è il suo amico e collega Mauro Belli, da cui Roberto si è trasferito dopo la morte di Angela. Giulia Corsi, intrappolata nel blocco causato da una rapina in banca, nota uno dei rapinatori e lo segue mentre sale su un autobus. Anche Roberto e Mauro seguono l'autobus in macchina. Walter Lugano, il rapinatore, trovato da un controllore senza biglietto, tira fuori la pistola e obbliga il conducente a dirigersi in periferia. L'autista ha un malore e Giulia ne prende il posto alla guida. Tramite il cellulare dell'autista, Roberto e Mauro si mettono in contatto con Giulia e con il rapinatore che detta le condizioni ma all'improvviso l'autobus si ferma in mezzo alla strada per mancanza di carburante (causata dal danneggiamento del serbatoio per via di qualche colpo esploso dallo stesso Lugano). Roberto comunica segretamente con Giulia tramite SMS e in questo modo grazie anche all'intervento di Mauro, salvato da un giubbotto antiproiettile, riusciranno a neutralizzare Lugano e a salvare i passeggeri. Solo alla fine Roberto e Mauro scopriranno che la bella e coraggiosa ragazza che guidava l'autobus, altri non è che il loro nuovo commissario. La Corsi arriva al X Tuscolano e ha così modo di conoscere tutti gli agenti.
- Altri interpreti: David Gallarello (Walter Lugano), Fulvio D’Angelo (mago).
- Ascolti Italia: telespettatori 7 439 000 - share 26,72%[1]

## Morte in diretta
- Diretto da: Monica Vullo
- Scritto da: Paolo Marchesini

### Trama
Viene ritrovato il cadavere di un videoamatore. Roberto scopre che la vittima Sergio Melis abitava nel palazzo di fronte a quello dal quale Angela è morta cadendo per salvare la vita al professor Monti. Durante una perquisizione della sua abitazione, viene rinvenuta una videocassetta: Mauro scopre in essa le immagini dell'incidente di Angela, ma su consiglio della Corsi non dice niente a Roberto. Così Mauro e Giulia visionano la videocassetta per intero e scoprono che qualcuno era presente sul terrazzo e che ha poi spinto giù la psicologa. Nel frattempo Benvenuto e la Ruggero si occupano di un furto avvenuto negli uffici di una società per cui lavora Adriano, il compagno del poliziotto. Mentre tutti stanno festeggiando il trasferimento di Roberto a Bari, Mauro chiama il suo migliore amico chiedendogli di andare a vedere una cosa nell'ufficio della Corsi.
- Altri interpreti: Sebastiano Busiri Vici (Saverio Nissim), Alessandro Trotta (Adriano Mattei).
- Ascolti Italia: telespettatori 7 321 000 - share 32.84%[1]

## Chi ha ucciso Angela?
- Diretto da: Monica Vullo
- Scritto da: Stefano Bises

### Trama
Tutti sono riuniti nell'ufficio della Corsi e lei stessa mostra a Roberto la videocassetta trovata a casa della vittima. Così anche Roberto scopre che sua moglie è stata spinta da qualcuno e non è stato un incidente. Iniziano le indagini sulla morte di Angela partendo dal nastro, unico indizio rimasto. Quest'ultimo viene però danneggiato accidentalmente da Roberto, anche se si riesce a salvare un fotogramma ritraente un anello come unico indizio, non si riesce ad ottenere l'autorizzazione per riaprire il caso. Si tenta quindi di interrogare l'unico testimone dell'incidente, il professor Monti, ma la sorella di quest'ultimo manda via Roberto, il commissario Corsi e Mauro dalla clinica dov'è ricoverato l’uomo. 
Intanto una giornalista, Germana Mori, arriva al X Tuscolano per denunciare un abuso sessuale avvenuto in una tintoria, ai danni di una donna ucraina di nome Karina. La vittima tuttavia, inizialmente non vuole sporgere denuncia per paura del suo aggressore, nonché proprietario della tintoria, Rodolfo Neri, per non perdere il lavoro, egli infatti l'ha minacciata di buttarla fuori dal negozio. La giornalista non si arrende e vuole giustizia per la ragazza ucraina, ma l'uomo della tintoria invia due uomini ad aggredire Germana, che finisce in ospedale con molte lesioni sul corpo. Mauro Belli va da lei per chiederle informazioni sui suoi aggressori, e da lì nasce una simpatia tra i due. Alla fine la donna ucraina, piena di coraggio, va al X tuscolano per denunciare il suo aggressore, che viene arrestato.
- Altri interpreti: Roberto Citran (professor Monti), Antonio Iuorio (Rodolfo Neri), Roberto Chevalier (padre di Germana), Yuliya Mayarchuk (Karina).
- Ascolti Italia: telespettatori 8 483 000 - share 29,45%[2]

## Giochi pericolosi
- Diretto da: Monica Vullo
- Scritto da: Paolo Marchesini, Stefano Bises e Andrea Galeazzi

### Trama
Al distretto arriva una donna sconvolta dal dolore: Vincenzo, il figlio tredicenne, si è sparato con un fucile. La signora Elisa Melli è convinta che a Vincenzo sia accaduto qualcosa di brutto e inconfessabile in una sala giochi vicino a casa, per questo ha compiuto un gesto tanto assurdo. Ma il gestore del locale, tale Alfio Romani, afferma di non aver mai conosciuto il ragazzo. Incredula, la donna torna nella sala giochi, armata di un fucile, per farsi giustizia da sola. Giulia Corsi la ferma prima che commetta l'irreparabile e ottiene un'ora di tempo per far confessare il gestore. Ardenzi, grazie ad un collega del cento anti-pedofilia, trova una foto porno che ritrae Vincenzo. Così, alla fine, i poliziotti scopriranno un laboratorio fotografico nascosto nella sala giochi e usato dal gestore proprio per fotografare i ragazzi. Ma le sorprese non sono finite. Nel frattempo Ingargiola si occupa di ritrovare la bicicletta della pornostar Selen. Al suo ritorno al distretto, la Corsi trova ad attenderla Carla Monti, la sorella del professor Monti. Giulia sente che c'è qualcosa di strano nella deposizione che spontaneamente la donna le fornisce. 
- Guest star: Carlotta Natoli (Angela Rivalta).
- Altri interpreti: Claudia Della Seta (Elisa Melli), Selen (se stessa), Riccardo Zinna (Alfio Romani), Alessandro Trotta (Adriano Mattei), Gino Nardella (agente della sezione antipedofilia).
- Ascolti Italia: telespettatori 8 298 000 - share 34,05%[2]

## L'incidente
- Diretto da: Monica Vullo
- Scritto da: Stefano Bises e Andrea Galeazzi

### Trama
Mentre Roberto cerca di indagare su Monti interrogando la portinaia del palazzo in cui è morta Angela, Giulia, nel tentativo di fermare un rapinatore, spara un colpo che colpisce accidentalmente un bambino di nome Tommaso trovatosi là per errore. Ciò provoca al commissario una crisi di coscienza, aggravata dal disprezzo della madre del bambino ferito. Il rapinatore viene intanto individuato da Mauro e Roberto: si tratta di un tossicodipendente in seguito trovato morto per overdose all'interno di un autobus al deposito dell'ATAC. Alle indagini collabora anche l'ispettore Paolo Libero, fidanzato del commissario del X Tuscolano Giulia Corsi. Il bambino si è salvato, ma lei sta pensando di lasciare la polizia.
- Altri interpreti: Elena Falgheri (mamma di Tommaso), Alessandro Trotta (Adriano Mattei), Giorgio Caputo (Angelo), Leonardo Bugiantella (Tommaso).

## Sequestro lampo
- Diretto da: Monica Vullo
- Scritto da: Andrea Galeazzi

### Trama
In seguito al ferimento del bambino da parte di Giulia durante la rapina alla farmacia, viene aperta un'inchiesta sul suo operato. Al distretto intanto viene denunciato il rapimento di una ragazza cardiopatica, Anna Limiti, che rischia la vita se non prende le giuste medicine. Dei due rapitori, che sappiamo aver chiesto un riscatto, uno è insensibile mentre l'altro si commuove di fronte alle sofferenze della ragazza e si offre di uscire dal nascondiglio per procurarle il farmaco. Grazie ad un'esperta di telefonia della scientifica, però, Luca e Valeria riusciranno a rintracciare l'uomo. Durante l'inseguimento questo viene investito da un camion ed entra in coma mentre la ragazza è in fin di vita, vittima delle violenze dell'altro rapitore. Sarà sempre grazie ad Irene, l'esperta della scientifica, se al X Tuscolano riusciranno a identificare il luogo in cui la ragazza è tenuta prigioniera e a liberarla. Nel frattempo un gioielliere, amico del procuratore Altieri, riconosce l'anello dell'assassino di Angela: è opera di un'artista famoso negli anni '60, il cui nome d'arte è Leone. L'inchiesta su Giulia si chiude con un nulla di fatto perché gli agenti del suo distretto si sono tutti schierati a favore del loro nuovo capo. Infine, Giulia riceve la visita di Paolo con il piccolo Tommaso, il bambino da lei ferito è ormai completamente guarito.
- Guest star: Carlotta Natoli (Angela Rivalta).
- Altri interpreti: Nino D'Agata (vicequestore Severini), Barbara Cupisti (Irene Martini), Stefano Abbati (padre di Anna Limiti), Leonardo Bugiantella (Tommaso), Davide Lorino (rapitore Luigi Trotta), Francesco Meoni (rapitore Manlio Liberati), Elena Falgheri (mamma di Tommaso).

## Pirati della strada
- Diretto da: Monica Vullo
- Scritto da: Salvatore De Mola e Marcello Fois

### Trama
Un vicino di casa di Mauro, Andrea, viene investito da un fuoristrada: grazie alla testimonianza del ragazzo Roberto e Mauro risalgono al colpevole, il proprietario dell'officina dove il fuoristrada era stato riparato. Parmesan scopre che il vero nome di Leone è Ernesto Franchi e che risiede in un appartamento che però risulta abbandonato.
- Altri interpreti: David Brandon (Croce), Alessandro Trotta (Adriano Mattei), Simone Gandolfo (pirata della strada).
- Ascolti Italia: telespettatori 9 287 000 - share 31,98%[3]

## Il coraggio di parlare
- Diretto da: Monica Vullo
- Scritto da: Salvatore De Mola e Barbara Petronio

### Trama
Il proprietario di un centro di macchine, tale Nobile, insieme a sua figlia denuncia un truffatore: il truffatore è un ex poliziotto e intuisce che i vecchi colleghi sono alle sue calcagna e sequestra la figlia del commerciante. Gli uomini della Corsi capiscono che Anita è tenuta nascosta nello sfasciacarrozze presso cui lavora e viene arrestato prima che Novile gli consegni una valigetta con dei soldi. Paolo ha una sfuriata di gelosia quando scopre che Giulia è a cena con Altieri senza avergli detto niente; il poliziotto fa irruzione a casa del procuratore aggredendolo e litiga con Giulia; la domestica chiama la polizia e, all’arrivo di Belli e Ardenzi, i due vengono divisi e Paolo viene portato via a forza dai colleghi.
- Altri interpreti: Nino D'Agata (vicequestore Severini), Andrea Tidona (Nobile), Bianca Nappi (Anita Nobile).
- Ascolti Italia: telespettatori 8 731 000 - share 34,79%[3]

## A me gli occhi
- Diretto da: Monica Vullo
- Scritto da: Stefano Tummolini e Marcello Fois

### Trama
Mentre al X Tuscolano circolano pettegolezzi sulla litigata tra Giulia e Paolo, Roberto indaga su alcuni scippi attuati grazie alla tecnica degli occhi addormentati. Parmesan scopre che Leone si era iscritto ad un centro di recupero dell'alcoolismo, frequentato anche da Carla Monti sotto falsa identità. 
- Altri interpreti: Barbara Cupisti (Irene Martini).
- Ascolti Italia: telespettatori 8 162 000 - share 27,60%[4]

## Delitto imperfetto
- Diretto da: Monica Vullo
- Scritto da: Stefano Tummolini

### Trama
Una donna viene trovata uccisa: i sospetti ricadono inizialmente sull'amante, Lorenzo Nigi, per poi concentrarsi sul marito, l'avvocato Diamanti. Carla Monti individua Leone frequentando il centro di recupero dell'alcoolismo, riuscendo ad ucciderlo un attimo prima che Giulia arrivi.
- Altri interpreti: Turi Catanzaro (Federico Diamanti), Marco Minetti (Lorenzo Nigi), Gianna Paola Scaffidi (Vittoria Meyer).
- Ascolti Italia: telespettatori 7 894 000 - share 31,29%[4]

## Di padre in figlio
- Diretto da: Monica Vullo
- Scritto da: Sliman Siclari, Roberto Nobile e Daniele Aliprandi

### Trama
All'interno di un supermercato avviene un attentato mediante ordigno artigianale: le indagini si concentrano su Giuseppe Morialti, un ex dipendente del supermercato, che si autoaccusa per guadagnare la stima del figlio, vero colpevole dell'attentato. Giulia litiga furiosamente con la sorella Sabina dopo che lei aveva provocato un incendio a scuola gettando una canna nel cestino della carta e venendo sospesa per otto giorni.
- Altri interpreti: Barbara Cupisti (Irene Martini), Nino D'Agata (vicequestore Severini), Alfredo Pea (Giuseppe Morialti), Ludovico Fremont (Andrea Morialti), Natale Russo (bidello), Alessandro Trotta (Adriano Mattei).
- Ascolti Italia: telespettatori 8 746 000 - share 30,21%[5]

## Legami mortali
- Diretto da: Monica Vullo
- Scritto da: Sliman Siclari e Roberto Nobile

### Trama
Un critico d'arte, tale Persico, viene crivellato da cinque colpi di arma da fuoco, rimanendo paralizzato: i sospetti si concentrano sulla sorella Livia, il cui alibi di ferro viene smascherato grazie ad uno stratagemma di Roberto, che mette in circolo la voce che l'uomo può comunicare attraverso lo sguardo. Tiberio viene scippato da un uomo in motorino: nell'inseguirlo ha un infarto. Le indagini condotte da Mauro portano al proprietario del motorino, un anziano signore lasciato libero quando si viene a sapere che Tiberio è fuori pericolo. Intanto con l'aiuto di Daniele amico di Sabina, genio dell'informatica, Giulia scopre che Carla Monti si è costruita un alibi con una falsa prenotazione aerea. A sorpresa si reca a casa della donna, intimandole che prima o poi la prenderà.
- Altri interpreti: Maria Pia Calzone (Livia Persico).
- Ascolti Italia: telespettatori 8 177 000 - share 32,96%[5]

## Insolito addio
- Diretto da: Monica Vullo
- Scritto da: Leonardo Fasoli

### Trama
Un uomo, il signor Castellucci, denuncia la scomparsa della madre, incolpandone i domestici filippini: interrogati, i due destinatari dell'eredità assieme all'uomo sostengono che la donna è in vacanza, ma il cadavere viene ritrovato nel lago. La donna era morta per cause naturali ed era stata sepolta nel lago dai suoi domestici, secondo una loro usanza religiosa, i quali tentano di fuggire temendo di essere colpevoli. Carla Monti invia un pacco bomba al commissariato.
- Guest star: Carlotta Natoli (Angela Rivalta).
- Altri interpreti: Mario De Candia (Alfio), Salvatore Mortelliti (Castellucci).
- Ascolti Italia: telespettatori 8 273 000 - share 29,78%[6]

## Pericolo di morte
- Diretto da: Monica Vullo
- Scritto da: Leonardo Fasoli

### Trama
Un bambino, figlio di genitori separati, viene rapito dalla madre che, per motivi religiosi, non acconsente ad un intervento a cui il piccolo deve sottoporsi. La madre, accortasi del rischio, tenta di portare il bambino in una clinica che effettua operazioni senza il bisogno di trasfusioni di sangue, ma i medici non lo accettano perché il bambino necessitava di un trattamento iniziale prima dell'intervento. Rintracciata in tempo, la donna viene convinta a lasciare che il figlio Lucio sia operato. Giulia scarta il pacchetto inviato da Carla Monti e la bomba esplode: Paolo Libero, nuovo ispettore del X Tuscolano, si ferisce gravemente per salvarla in tempo.
- Altri interpreti: Orietta Notari (madre di Lucio), Paolo Serra (padre di Lucio).
- Ascolti Italia: telespettatori 7 896 000 - share 36,23%[6]

## Colpiti al cuore
- Diretto da: Monica Vullo
- Scritto da: Leonardo Fasoli

### Trama
L'ufficio del commissario del X Tuscolano viene distrutto da un pacco bomba inviato proprio a Giulia. Tutti sono sotto shock per l'accaduto e immediatamente ci si mobilita per cercare il colpevole. Nel frattempo arriva Giovanna Scalise, ex commissario del distretto prima di Giulia Corsi, per portare conforto ai suoi ex uomini. L’ispettore Libero, finito in coma, riesce a salvarsi perché la scheggia viene estratta.
- Guest star: Isabella Ferrari (Giovanna Scalise).
- Altri interpreti: Nino D'Agata (vicequestore Severini).
- Ascolti Italia: telespettatori 8 273 000 - share 29,78%[7]

## Quattro bravi ragazzi
- Diretto da: Monica Vullo
- Scritto da: Leonardo Fasoli

### Trama
Luca e Valeria si occupano di un caso di effrazioni avvenute senza segni di scasso all'interno di case di famiglie agiate. Colpevole è un gruppo di ragazzi, figli dei proprietari delle case: vengono denunciati da una ragazza, dopo che uno dei membri della banda, Michele, aveva tentato di tirarsene fuori. Paolo viene dimesso dall'ospedale.
- Altri interpreti: Barbara Cupisti (Irene Martini), Marco Iannone (Michele), Giancarlo Ratti (padre di Michele), Alessandro Trotta (Adriano Mattei).
- Ascolti Italia: telespettatori 7 896 000 - share 36,23%[7]

## Doppio inganno
- Diretto da: Monica Vullo
- Scritto da: Daniele Aliprandi

### Trama
Paolo torna in servizio al X Tuscolano e si riappacifica con Giulia.
Roberto, Mauro e Paolo indagano sul caso di un barbone ustionato, tale Argante: i sospetti ricadono sul caso di una panetteria colpita da un incendio doloso, provocato dal barbone stesso per aiutare il proprietario Di Biasi a riscuotere il premio dell'assicurazione. La scuola di Sabina viene intanto occupata: a causa di un furto nella stanza della preside la scuola viene sgomberata a forza dalla polizia. Luca e Valeria, dopo una serata passata insieme, finiscono per baciarsi.
- Altri interpreti: Valeria Milillo (Francesca Volta), Franco Ravera (Argante), Lorenzo Renzi (naziskin).
- Ascolti Italia: telespettatori 8 769 000 - share 30,94%[8]

## Gli occhi del testimone
- Diretto da: Monica Vullo
- Scritto da: Barbara Petronio e Leonardo Valenti

### Trama
Il commissariato indaga sul caso di una persona trovata in un parco senza memoria: si viene a scoprire che si tratta di Giovanni Polidori e che si è trattato di uno scambio di persona architettato da una donna, Annamaria Bologna, per eliminare il marito violento, Michele Bologna. Viene intanto trovata, in un quadro di Leone, la prova che incastra definitivamente Carla Monti: la donna, rintracciata nella clinica, tenta di portarsi via il fratello, e riesce a fuggire un attimo prima che gli agenti possano catturarla.
- Altri interpreti: Alberto Gimignani (Giovanni Polidori), Daniela Giordano (Annamaria Bologna), Valeria Milillo (Francesca Volta).
- Ascolti Italia: telespettatori 8 531 000 - share 34,92%[8]

## La morte di Angela
- Diretto da: Monica Vullo
- Scritto da: Stefano Tummolini

### Trama
Il commissariato ottiene l'autorizzazione da parte del procuratore Altieri di interrogare il professor Monti, ritenuto a conoscenza del motivo per cui sua sorella ha ucciso Angela: dopo un tentativo fallito, il professore convinto da Roberto che fa leva sul fatto che anch'egli aveva perso la moglie in un incidente racconta di come, in seguito ad una separazione in tenera età, la sorella abbia sviluppato un attaccamento morboso nei confronti del fratello che l'ha portata ad uccidere tutte quelle persone che secondo lei avrebbero potuto separarli, tra cui la moglie e Angela. 
- Guest star: Carlotta Natoli (Angela Rivalta).
- Altri interpreti: Nino D'Agata (vicequestore Severini), Barbara Cupisti (Irene Martini), Anna Carolina Scaglione (Elena Bocci).
- Ascolti Italia: telespettatori 9 172 000 - share 31,68%[9]

## L'ostaggio
- Diretto da: Monica Vullo
- Scritto da: Stefano Tummolini

### Trama
Una bambina viene sequestrata nella sua villa assieme alla donna di servizio da due rapinatori: grazie all'intervento di Roberto e ad uno stratagemma della bambina i rapinatori vengono arrestati. Intanto Sabina si presenta al commissariato sotto l'effetto di droghe e ha un collasso: tale episodio incrinerà il rapporto tra Paolo e Giulia tanto che i due decidono di prendersi una pausa.
- Altri interpreti: Roberto Chevalier (padre di Germana), Nicola Pannelli (Marco Conti), Valeria Milillo (Francesca Volta), Barbara Cupisti (Irene Martini).
- Ascolti Italia: telespettatori 8 473 000 - share 34,15%[9]

## Narcotraffico (1 parte)
- Diretto da: Monica Vullo
- Scritto da: Maura Nuccetelli

### Trama
Giulia continua a indagare su Carla Monti. Intanto gli agenti del commissariato dopo l'incontro con Capello, un buttafuori spacciatore, riescono a bloccare alcuni trafficanti di droga scoprendo che anche la Guardia di Finanza era sulle loro tracce con un agente sotto copertura.
- Altri interpreti: Simona Borioni (agente Sarno), Roberto Chevalier (padre di Germana), Pietro Taricone (Capello), Valeria Milillo (Francesca Volta), Alessandro Trotta (Adriano Mattei).
- Ascolti Italia: telespettatori 9 049 000 - share 30,16%[10]

## Narcotraffico (2 parte)
- Diretto da: Monica Vullo
- Scritto da: Maura Nuccetelli

### Trama
La squadra del X Tuscolano e i finanzieri riescono a fermare i trafficanti di droga. Intanto Carla Monti, con uno stratagemma, riesce a portar via il fratello dalla clinica.
- Altri interpreti: Simona Borioni (agente Sarno), Pietro Taricone (Capello), Piergiorgio Fasolo (finanziere), Giampiero Maria Judica (Paredes), Mino Manni (Brigante), Valeria Milillo (Francesca Volta), Alessandro Trotta (Adriano Mattei).
- Ascolti Italia: telespettatori 8 808 000 - share 33,41%[10]

## Ricatto sul set
- Diretto da: Monica Vullo
- Scritto da: Stefano Bises

### Trama
Una attrice di nome Anna, protagonista di una fiction poliziesca girata al X Tuscolano, viene segregata da un membro del cast tecnico, già denunciato più volte per molestie: gli agenti, dopo alcune indagini, riescono a fermare il maniaco. Mauro riceve una proposta di matrimonio da Germana Mori, la giornalista che frequenta da un po’ di tempo e che l'aveva aiutato per un'indagine sull'aggressione ad una donna ucraina. Luca rivela ad Adriano di aver fatto sesso con la collega Valeria e così il compagno se ne va ma sarà proprio la Ruggero a farlo tornare sui suoi passi. Roberto invece continua a sognare Angela e quindi non se la sente di affrontare una nuova relazione con Francesca Volta che sta frequentando da poco tempo.
- Guest star: Carlotta Natoli (Angela Rivalta).
- Altri interpreti: Barbara Lerici (Anna), Antonello Grimaldi (regista), Valeria Milillo (Francesca Volta), Alessandro Trotta (Adriano Mattei), Sebastiano Rizzo (cast film).
- Ascolti Italia: telespettatori 9 105 000 - share 32,59%[11][12]

## Omicidio bianco
- Diretto da: Monica Vullo
- Scritto da: Stefano Bises

### Trama
Il X Tuscolano indaga sul caso di un operaio rumeno scomparso di nome Florin. Nel frattempo viene rintracciato il luogo in cui Carla Monti è fuggita con il fratello: si tratta della casa di Velletri in cui sono cresciuti. Giunti sul posto, Giulia viene sorpresa dalla donna che tenta di ucciderla ma il professor Monti salva il commissario venendo ucciso dalla sorella.
- Altri interpreti: Eljana Nikolova Popova (Dana), Valeria Milillo (Francesca Volta), Antonio Milo (capo di Florin).
- Ascolti Italia: telespettatori 9 105 000 - share 32,59%[11][12]

## Sogni d'oro
- Diretto da: Monica Vullo
- Scritto da: Paolo Marchesini

### Trama
Mentre Carla Monti prepara, chiusa in una stanza d'albergo sotto falsa identità, il piano per vendicarsi di Giulia e gira indisturbata con una parrucca, il X Tuscolano indaga su di un caso riguardante delle persone anziane narcotizzate e derubate da una banda che usa come informatrice l'infermiera di nome Cinzia del dottore che ha in cura le vittime.
- Altri interpreti: Roberto Chevalier (padre di Germana), Eleonora Mazzoni (Cinzia), Claudio Undari (pittore Zaccaria), Alessia Giuliani (ladra), Maria Angeles Torres (ladra), Joe Capalbo (Antonio Carella), Sergio Pierattini (dottore).
- Ascolti Italia: telespettatori 10 027 000 - share 33,50%[13]

## Fino all'ultimo respiro
- Diretto da: Monica Vullo
- Scritto da: Paolo Marchesini

### Trama
Carla Monti mette in atto la sua vendetta rapendo Sabina e chiudendola in un casolare assieme alla sorella Giulia, legata a un ordigno esplosivo: grazie ad alcune segnalazioni gli agenti del X Tuscolano riescono a rintracciare Carla Monti che verrà arrestata da Mauro e Roberto. Sabina viene salvata da Paolo che disinnesca la bomba. Giulia chiede a Paolo di sposarla. Mauro, giunto all'ultimo minuto in chiesa, sposa Germana.
- Guest star: Carlotta Natoli (Angela Rivalta).
- Altri interpreti: Roberto Chevalier (padre di Germana), Valeria Milillo (Francesca Volta), Alessandro Trotta (Adriano Mattei), Carlo De Ruggieri (prete), Liliana Bula Ferrer (Adele).
- Ascolti Italia: telespettatori 10 081 000 - share 38,11%[13]